# Gladys du pays de Galles
Gladys, nommée aussi Gouladys ou Gladuse ou Gwladus ferch Brychan, est une reine, une ermite et une nonne du Ve siècle, originaire du pays de Galles. Déclarée sainte par l'Église catholique, elle est fêtée le 29 mars.

## Biographie
Sa vie est principalement connue par une Vita de son mari Gwynllyw, écrite vers 1130, et par une autre de son fils ainé Cado du XIe siècle. 
Fille aînée de Brychan, roi chrétien et gallois du Brycheiniog, qui eut d'après la tradition douze fils et douze filles, Gladys séduit un petit seigneur local du nom de Woolos, aussi connu sous le nom de Gwynllyw ap Glywys (Gondèle en français). En réaction au refus de son père d'accorder la main de sa fille à cet homme réputé violent et impie, Woolos enlève Gladys. Pendant longtemps, le nouveau couple mène une vie plutôt dissolue (violences, rapines, brigandages). La fidélité conjugale de Gladys à son époux, roi du royaume de Glywysing laisse également à désirer.
Pourtant le couple change de conduite à partir de la naissance de leur premier fils qui deviendra plus tard saint Cado. Sous son influence et ses exhortations, Woolos renonce à son pouvoir et se retire d'abord avec Gladys en ermite au bord de la rivière Usk, plus précisément à la colline Stow (Stow Hill) aujourd'hui un quartier et une paroisse de Newport. Il fut ainsi, selon la légende, le premier habitant du lieu, célébré plus tard par la cathédrale qui porte son nom. Dans un premier temps, ils restent ensemble en pénitence partagée, à vivre frugalement et à se baigner dans les eaux froides de la rivière. Puis, toujours sur les conseils de Cado, ils acceptent de se séparer pour éviter la tentation.  

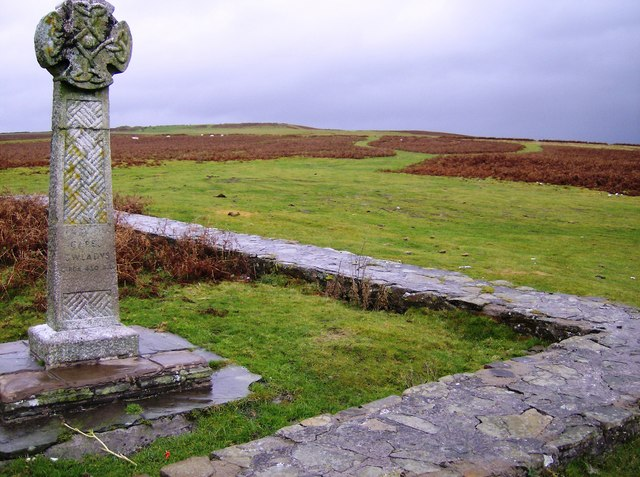
Mémorial de la chapelle Gladys en forme de croix celtique, Gelligaer.

Gladys se retire alors sur les rives de la rivière Ebbw jusqu'à ce que Cado lui propose d'aller vivre près d'une chapelle situé à Bassaleg, désormais un quartier à l'Ouest de Newport, afin de favoriser les grâces de la Vierge. Plus tard, elle le quitte pour rejoindre un ermitage plus éloigné à Gelligaer qui deviendra son sanctuaire majeur. Ainsi, l'ancienne épouse pécheresse vécut la fin de sa vie dans la prière, l'austérité et la vie consacrée.
Sa fête est fixée au 29 mars selon le Martyrologe romain.

## Les églises dédiées
- Bargoed : l'église Sainte-Gladys
- Newport (Rogerstone) : l'église Saint-Basile-et-Sainte-Gladys